# 어사 홍원모 영세불망비
어사 홍원모 영세불망비(御史 洪遠謨 永世不忘碑)는 대전광역시 대덕구 읍내동에 있는 조선시대의 비석이다. 1991년 10월 24일 대전광역시의 문화재자료 제27호로 지정되었다.

## 개요
암행어사 홍원모의 공적을 기리고 있는 비와 이를 보호하고 있는 비각이다.
홍원모(1784∼1835)는 조선시대의 문신으로, 순조 29년(1829) 통정대부 승지로서 암행어사가 되었다. 그해 10월 회덕지방의 가난과 질병에 허덕이던 서민들을 구제하고 민정을 살폈는데, 그의 어진 다스림을 잊지 못한 이 지역 사람들이 이 비와 비각을 세웠다.
비각은 네 기둥 위로 웅장한 모습의 지붕을 얹었다. 기둥은 굵은 팔각기둥 모양의 주춧돌 위에 서 있으며, 그 위로 처마의 무게를 받기 위한 공포가 설치되어 있다. 기둥머리에 짜맞춰진 공포는 연꽃과 연꽃봉오리들로 장식하여 매우 화려하다.
순조 31년(1831) 강석환이 세운 비로, 융희 1년(1907) 비를 보호하고자 연재호가 비각을 세워 놓았다.

## 같이 보기
- 홍원모

## 참고 자료
- 어사홍원모영세불망비 - 국가유산청 국가유산포털